# Federico Prosperi
Federico Prosperi (* 10. August 1942 in Terni) ist ein italienischer Filmregisseur und Drehbuchautor.
Der Neffe des Jacopetti-Mitarbeiters Franco Prosperi begann in der Filmszene als Regieassistent für seinen Onkel und dessen Kompagnon sowie für Antonio Climati. Nachdem er 1983 einen Tierhorrorfilm seines Onkels produziert hatte, inszenierte er sechs Jahre später als Fred Goodwin einen weiteren selbst, der vor allem auf Videokassette vermarktet wurde.

## Filmografie
- 1989: The Bite (The Bite)